# Flers-en-Escrebieux

Flers-en-Escrebieux este o comună în departamentul Nord, Franța. În 1 ianuarie 2022 avea o populație de 5.533 de locuitori.